# 学士（経営情報学）
学士（経営情報学）（がくし けいえいじょうほうがく）は、日本の学士の学位の一つ。

## 概要
日本における学士の学位の一つであり、経営情報学を修めた者に授与される。主に経営情報学部を設置する大学において授与される。ただし、経営情報学部以外の学部の下に経営情報学科を設置している大学で授与される場合もあり、必ずしも経営情報学部の卒業生のみに授与されるとは限らない。また、経営情報学部を設置していても学士（経営情報学）以外の学位を授与する大学もあるため、必ずしも経営情報学部の卒業生全てに授与されるとは限らない。
経営情報学を専攻分野とする学位としては、ほかに修士（経営情報学）や博士（経営情報学）が存在する。

## 沿革

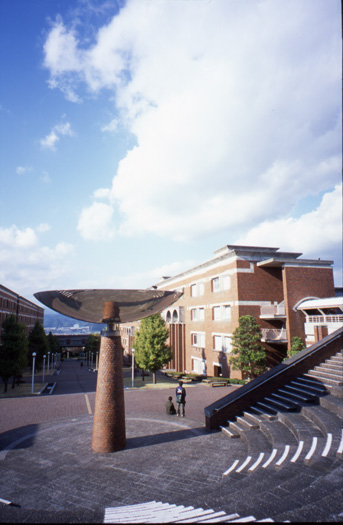
日本の国公立大学最古の経営情報学部を擁する静岡県立大学の経営情報学棟（奥）

日本における学士は、創設当初は学位として位置づけられていたこともあったが、帝国大学令が施行されてからは単なる称号として扱われることになった。その後、学校教育法と学位規則の改正にともない、1991年（平成3年）7月1日より学士は再び学位として位置づけられるようになった。
このような経緯の下で学士（経営情報学）の学位は創設された。したがって、1991年（平成3年）6月30日以前には存在しなかった学位である。また、経営学士、理学士、工学士といった類似する専攻分野の称号は存在したが、「経営情報学士」という名称の称号も存在しなかった。
日本の国公立大学として最初に経営情報学部を設置した静岡県立大学では、1991年（平成3年）7月1日以降は学士（経営情報学）の学位を授与している。同様に、日本の私立大学として最初に経営情報学部を設置した産能大学においても学士（経営情報学）の学位を授与していたが、2006年（平成18年）に産能大学から産業能率大学に改組され、翌年には経営情報学部が情報マネジメント学部に改組された。その結果、授与される学位も「学士（マネジメント）」に変更された。近年の情報通信技術の急速な発展と、それらをビジネスやマネジメントに活用する機運の高まりを受け、経営情報学を学べる大学は増加傾向にある。その結果、学士（経営情報学）の学位を授与される者も増加している。学士の専攻分野の名称ごとに授与機関数を集計すると、公立大学においては1996年度（平成8年度）より学士（経営情報学）が上位10位以内にランクインしている。

## 名称
専攻分野の名称の末尾に「学」が付かない「学士（経営情報）」という学位を授与する大学も存在するが、学士（経営情報学）の学位とは異なる別の学位であり、両者を混同しないように注意が必要である。さらに、2000年度（平成12年度）には専攻分野の名称の末尾が「科学」となる「学士（経営情報科学）」という学位を授与する私立大学が現れたが、こちらも学士（経営情報学）の学位とは異なる別の学位であり、両者を混同しないように注意が必要である。

## 授与機関
経営情報学部を設置していても授与しない大学や、経営情報学部を設置していなくても授与する大学があるため、留意が必要である。

### 公立大学
- 静岡県立大学[1]
- 北九州市立大学[2]

### 私立大学
- 北星学園大学[9]
- 富士大学[10]
- 東京情報大学[11]
- 福井工業大学[12]
- 中部大学[13]
- 四国大学[14]